# Беркшир
Беркшир (енгл. Berkshire, познат и као Royal County of Berkshire) је традиционална грофовија у југоисточном региону Енглеске. Грофовија се граничи са грофовијама: Оксфордшир, Бакингемшир, Сари, Вилтшир, Хемпшир и Шири Лондон. Историјски главни град је Абингдон који данас припада Оксфордширу. Највећи град грофовије је Рединг.
Грофовија носи епитет „краљевске“ јер се у њој налази краљевска резиденција у Виндзору. Овај статус је озваничен краљичиним прогласима из 1957. и 1974.
Река Темза представља северну границу Беркшира. Добар део површина је под шумом. Највише узвишење је на 297 метара надморске висине.

## Администрација
По реорганизацији из 1998. укинуто је веће Беркшира, али је грофовија задржала статус церемонијалне грофовије. Највиши ниво локалне власти у Беркширу су 6 општина (Bracknell Forest, Reading, Slough, West Berkshire, Windsor, Maidenhead and Wokingham). Беркшир је једина грофовија у Енглеској која нема своје веће.